# Hieronymus-díj
A Hieronymus-díj, korábban Forintos Díj a Magyar Írószövetség műfordítói szakosztályának hatáskörébe tartozó legmagasabb szakmai elismerés. Minden évben két műfordító munkája részesülhet jutalomban: egy a prózai és egy a lírai kategóriában. A jelképes egyforintossal járó Forintos Díjat elsőként Weöres Sándor és Székács Vera kapta 1982-ben. 1998-ig minden évben kiadásra került.
A díjat a Magyar Alkotóművészeti Közalapítvány és a Telegdy Polgár István Alapítvány kuratóriuma karolta fel és a Magyar Írószövetséggel közösen  Hieronymus-díj néven 2002. szeptember 30-án, Szent Jeromos (Hieronymus) napján adták át először Fejér Irén és Tomcsányi Zsuzsanna műfordítóknak. Jeromos napja a fordítók világszerte elfogadott ünnepe. Szent Jeromos a Biblia fordítója; a szentírás tanulmányozásával foglalkozó filológusok, a fordítók, korrektorok, teológusok, bibliatársulatok és a könyvtárosok védőszentje.

## Díjazottak

### Forintos Díj (1982-1998)
- 1982 Székács Vera műfordító és Weöres Sándor költő, műfordító, író
- 1983
- 1984 Réz Pál irodalomtörténész, műfordító és Tandori Dezső költő, író, műfordító
- 1985 Somlyó György író, költő, műfordító
- 1986 Kertész Imre író, műfordító
- 1987 Somlyó György költő, író, műfordító, szerkesztő
- 1988
- 1989
- 1990 Baka István író, műfordító, szerkesztő, Betlen János újságíró és Ferencz Győző esszéista, költő, műfordító és Pór Judit műfordító
- 1991 Lendvay Éva író, költő, műfordító és Márton László író, drámaíró, műfordító és Révész Ágota műfordító (utóbbi kettő megoszva)
- 1992 Gy. Horváth László műfordító, szerkesztő, Somlyó György író, költő, műfordító és Várady Szabolcs költő, műfordító
- 1993 Barna Imre műfordító, szerkesztő és Takács Zsuzsa költő, műfordító, író
- 1994 Somlyó György költő, író, műfordító, szerkesztő és Vághy László műfordító
- 1995 Baranyi Ferenc költő, író, műfordító és Magyarósi Gizella műfordító, szerkesztő
- 1996 Bognár Róbert író, műfordító, szerkesztő és Hárs Ernő költő, műfordító és Kúnos László műfordító, szerkesztő
- 1997 Ferencz Győző esszéista, költő, műfordító
- 1998 M. Nagy Miklós műfordító, esszéíró, szerkesztő és Parancs János költő, műfordító, szerkesztő

### Hieronymus-díj (2002-től)
- 2002 Fejér Irén tanár, műfordító és Tomcsányi Zsuzsanna műfordító
- 2003 Halasi Zoltán műfordító
- 2004 Somogyi Pál László műfordító
- 2005 Kúnos László műfordító
- 2006
- 2007 Fázsy Anikó szerkesztő, műfordító és Pál Ferenc tanszékvezető, műfordító
- 2008
- 2009
- 2010
- 2011
- 2012